# Phylactophallus stenomerus
Phylactophallus stenomerus är en mångfotingart som beskrevs av Pocock 1909. Phylactophallus stenomerus ingår i släktet Phylactophallus och familjen Chelodesmidae. Inga underarter finns listade i Catalogue of Life.